# Comunismo primitivo
Segundo Karl Marx no Manifesto do Partido Comunista (1848), o comunismo primitivo teria surgido nas sociedades pré-históricas, antes da formação do Estado e das classes sociais. Engels, em seu livro A Origem da Família, da Propriedade Privada e do Estado, retoma o assunto utilizando a metodologia materialista desde o início da civilização.
No comunismo primitivo o trabalho era feito para suprir as necessidades imediatas do grupo, não havendo preocupação com acúmulo de sobras. A terra pertencia a todos e não havia escravidão.

## Característica

### Modo de produção primitivo
O modo de produção primitivo foi desenvolvido no período paleolítico, quando o homem ainda não produzia seu próprio alimento mas caçavam, pescavam, colhiam e dividiam os alimentos entre sua tribo.
Esse modo de produção não incluía a opressão das classes pobres pelas classes mais poderosas, haja vista que ainda não existia a divisão de classes sociais.

#### Transição aos Modos de Produção baseados na divisão em classes sociais
Com advento da agricultura, os homens começaram a ter noção de território, se tornaram sedentários, e assim sendo, surgiu toda uma divisão de trabalho: uns plantavam, outros trabalhavam nos moinhos, e alguns teriam de defender as terras e outros produtos das colheitas de outros que também queriam poder usá-las, formando os primeiros exércitos.
Com essa nova estruturação de sociedade, surgiram as classes sociais, as lutas entre tribos, e nessas lutas, os perdedores começaram a virar escravos, aumentando ainda mais a noção de classes superiores e inferiores, e seus direitos.
Dentre as novas formas de organizar a sociedade, surgiu o modo de produção asiático, que estava centrado na figura de um rei-imperador, que exercia seu poder absoluto através da legitimação da graça divina, ou seja, o próprio Deus lhe concedeu a autoridade, portanto, detinha poderes divinos. Esse modo de produção foi denominado como "asiático", pois ocorreu fora da Europa, em países como o Egito, Babilônia, Assíria e também na China antiga.
Hoje em dia, o modo de produção primitivo encontra-se quase que completamente extinto, sendo praticado por alguns povos nômades. Foi o modo de produção presente na Europa Ocidental pré-romana.